# Тобіас Гільдебранд
Тобіас Гільдебранд (швед. Tobias Hildebrand; нар. 20 жовтня 1975) — колишній шведський тенісист.
Найвищу одиночну позицію світового рейтингу — 394 місце досяг 29 вересня 1997, парну — 190 місце — 5 липня 1999 року.
Здобув 2 парні титули.

## Титули Туру
| Легенда               |
| --------------------- |
| Великий шлем (0)      |
| Серія Мастерс ATP (0) |
| Тур ATP (0)           |
| Челленджери (2)       |
| ITF Ф'ючерс (1)       |

### Парний розряд
| Результат | Дата         | Категорія  | Турнір                  | Покриття | Партнер         | Суперники                        | Рахунок       |
| --------- | ------------ | ---------- | ----------------------- | -------- | --------------- | -------------------------------- | ------------- |
| Перемога  | червень 1998 | Ф'ючерси   | Оулу, Фінляндія         | Ґрунт    | Вілле Льюкко    | Юган Ландсберг Клас Петтерссон   | 7–5, 6–3      |
| Перемога  | липень 1998  | Челленджер | Тампере, Фінляндія      | Ґрунт    | Фредрік Лувен   | Юліан Ноул Крістоф Рохус         | 7–6, 1–6, 6–0 |
| Перемога  | серпень 1998 | Челленджер | Схевенінген, Нідерланди | Ґрунт    | Агустін Кальєрі | Себастьян Прієто Мартін Родрігес | 6–2, 3–6, 6–2 |